# Ivar Sommervold
Ivar Sommervold (1º agosto 1959) è un ex calciatore norvegese, di ruolo centrocampista.

## Carriera

### Club
Sommervold giocò per il Rosenborg dal 1982 al 1986, vincendo il campionato 1985 con questa squadra. Nel 1987 passò allo Strindheim, dove rimase fino al 1988.

## Palmarès

### Club

#### Competizioni nazionali
- Campionato norvegese: 1

Rosenborg: 1985